# Власьевская (Верхнетоемский район)
Власьевская (Заричье) — деревня в Верхнетоемском районе Архангельской области, бытовое название — д. Заричье. Входит в состав муниципального образования «Афанасьевское».
9 декабря 1995 года в деревне Власьевская была зарегистрирована община Русской православной старообрядческой церкви.

## География
Власьевская расположена на правом берегу реки Юмиж (приток Северной Двины), напротив деревни Алексеевская (Усть-Юмиж). Южнее деревни проходит автодорога «Усть-Вага—Ядриха», а через саму деревню проходит тянущаяся на запад—северо-запад вдоль левого берега Северной Двины автодорога «Власьевская—Вознесенское—Сельцо—Яковлевская».

## Население
| 2002 | 2010 |
| ---- | ---- |
| 73   | ↘57  |

Численность населения деревни, по данным Всероссийской переписи населения 2010 года, составляла 57 человек. В 2009 году числился 51 человек.

### Карты
- Власьевская на Wikimapia
- Топографическая карта P-38-53,54. Зеленник
- Власьевская. Публичная кадастровая карта